# Medalla del Servei al Vietnam
La Medalla del Servei al Vietnam (anglès: Vietnam Service Medal) és una condecoració militar creada el 8 de juliol de 1965 per ordre del President Lyndon B. Johnson. Sovint va ser concedit pòstumament.
És atorgada a tots els membres de les Forces Armades dels Estats Units que, entre el 4 de juliol de 1965 i el 28 de març de 1978, van servir al Vietnam per terra, mar i aire, així com a Laos, Tailàndia i Cambotja; o en suport directe de les operacions militars al Vietnam, durant un mínim de 30 dies consecutius o 60 de discontinus. Les forces de la Marina dels Estats Units es qualifiquen quan la nau va entrar en suport directe a les operacions de combat. S'atorga als membres de la Forces Aèries (USAF) que van sobrevolar l'espai aeri vietnamita, encara que la seva base sigui lluny i requereixi abastament en vol.
El Departament de Defensa va establir tretze campanyes durant la Guerra del Vietnam. Els participants van rebre una estrella de servei per lluir sobre el galó. Algunes campanyes eren per a tots els serveis de l'exèrcit, mentre que d'altres només s'aplicaven a una branca específica. L'excepció va ser l'Operació Vent Freqüent. La Insígnia punta de fletxa és autoritzada per a les campanyes que comportin un assalt marítim o aeri. Per a certs mariners s'autoritzà la Insígnia d'Operació de Combat de la Força de la Marina. A continuació es relacionen les campanyes de combat establertes per a l'estrella de servei:
- Campanya Inicial de Consells al Vietnam (USAF): 15/11/1961 – 1/3/1965
- Campanya Inicial de Consells al Vietnam (USA, USN, USCG): 15/3/1962 – 7/3/1965
- Campanya de Defensa del Vietnam (USA, USN, USCG): 8/3/1965 – 24/12/1965
- Campanya de Defensa del Vietnam (USAF): 2/3/1965 – 30/1/1966
- Contraofensiva del Vietnam (USA, USN, USCG): 25/12/1965 – 30/6/1966
- Contraofensiva Aèria del Vietnam (USAF): 31/1/1966 – 28/6/1966
- Ofensiva Aèria del Vietnam (USAF): 29/6/1966 – 8/3/1967
- Contraofensiva del Vietnam – Fase II (USA, USN, USCG): 01/7/1966 – 31/5/1967
- Ofensiva Aèria del Vietnam – Fase II (USAF): 9/3/1967 – 31/3/1968
- Contraofensiva del Vietnam – Fase III (USA, USN, USCG): 1/6/1967 – 29/1/1968
- Campanya del Vietnam Aire/Terra (USAF): 22/1/1968 – 7/7/1968
- Contraofensiva del TET (USA, USN, USAF, USCG): 30/1/1968 – 1/4/1968
- Ofensiva Aèria del Vietnam – Fase III (USAF): 1/4/1968 – 31/10/1968
- Contraofensiva del Vietnam – Fase IV (USA, USN, USCG): 2/4/1968 – 30/6/1968
- Contraofensiva del Vietnam – Fase V (USA, USN, USCG): 1/7/1968 – 1/11/1968
- Ofensiva Aèria del Vietnam – Fase IV (USAF): 1/11/1968 – 22/2/1969
- Contraofensiva del Vietnam – Fase VI (USA, USN, USCG): 2/11/1968 – 22/2/1969
- Contraofensiva del TET 1969 (USA, USAF, USCG): 23/2/1969 – 8/6/1969
- Estiu/Tardor de 1969 al Vietnam (USA, USN, USAF, USCG): 9/6/1969 – 31/10/1969
- Hivern/Primavera de 1970 al Vietnam (USA, USN, USAF, USCG): 1/11/1969– 30/4/1969
- Contraofensiva dels Santuaris (USA, USN, USAF, USCG): 1/5/1970– 30/6/1970
- Contraofensiva del Vietnam – Fase VII (USA): 1/7/1970 – 30/6/1971
- Monsons del Sud-oest (USAF): 1/7/1970 – 30/11/1970
- Contraofensiva del Vietnam – Fase VII (USA, USN, USCG): 1/7/1970 – 30/6/1971
- Caça de Comandos V (USAF): 1/12/1970 – 14/5/1971
- Caça de Comandos VI (USAF): 15/5/1971 – 31/10/1971
- Consolidació I (USA, USN, USCG): 1/7/1971 – 30/11/1971
- Caça de Comandos VII (USAF): 1/11/1971 – 29/3/1972
- Consolidació II (USA, USN, USCG): 1/12/1971 – 29/3/1972
- Alto el foc al Vietnam (USA, USN, USAF, USCG): 30/3/1972 – 28/3/1973
- Operació Vent Freqüent (USMC, USAF, USN): 29/4/1975 – 30/4/1975

L'Exèrcit, la Força Aèria i la Marina reconeixen disset estrelles de campanya (tres de plata i dues de bronze) sobre les corbates de campanya del Servei al Vietnam.
El personal que entre juliol de 1958 i juliol de 1963 va rebre la Medalla Expedicionària de les Forces Armades la podien canviar per la Medalla del Servei al Vietnam, car aquesta es va crear retroactiva fins a 1961. No es permet la concessió simultània d'ambdues medalles pel mateix període de servei.
La República del Vietnam també va atorgar la seva pròpia Medalla de Servei al Vietnam, coneguda com a Medalla de Campanya del Vietnam. És una condecoració a part de la Medalla de Servei al Vietnam i és una condecoració estrangera acceptada pel Congrés i les Forces Armades dels Estats Units.

## Disseny
El disseny, fet per l'esculptor d'heràldica milietar Thomas Hudson Jones i Mercedes Lee, mostra una medalla de bronze de 32mm d'ample. A l'anvers apareix un drac oriental (simbolitzant la naturalesa subversiva del conflicte) darrere d'un arbre de bambú. A sota apareix la inscripció «Republic of Vietnam Service» (Servei a la República del Vietnam). Al revers apareix una torxa (la de l'Estàtua de la Llibertat) sobre un arc (arma tradicional del Vietnam) amb la inscripció «United States of America».
Penja d'un galó de 36mm d'ample. És groc amb 3 franges vermelles de 2mm al centre, separades 4mm cadascuna (els colors de la bandera del Vietnam del Sud). A les puntes hi ha una barra de 3mm en verd (referint-se a la jungla).